# Peixe-anjo dorso de fogo
O peixe-anjo dorso de fogo, também conhecido como Donzela de fogo ou centropige (Centropyge aurantonotus) é uma pequena espécie de peixe-anjo do gênero Centropyge da família Pomacanthidae.

## Biologia
Vive escondido entre frestas de rochas e corais da espécie Acropora cervicornis. Possui um espinho afiado na bochecha. Se alimenta de algas e esponjas.

## Distribuição
Ilhas do sul do Caribe até a Laje de Santos no Brasil.

## No aquarismo
É muito confundido com o Centropyge acanthops do Oceano índico. É uma das poucas espécies de peixes-anjo que são consideradas reef safe.